# Mistrzostwa Świata Juniorów w Short Tracku 2018
Mistrzostwa Świata Juniorów w Short Tracku 2018 odbyły się w polskim Tomaszowie Mazowieckim (na Arenie Lodowej), w dniach 2–4 marca 2018 roku.

## Reprezentacja Polski[1]

### kobiety
- Karolina Miłkowska (ŁKS Juvenia Białystok) – 29. (500 m), 34. (1000 m), 46. (1500 m), 35. (wielobój), 7. (sztafeta)
- Patrycja Markiewicz (ŁKS Juvenia Białystok) – 61. (500 m), 24. (1000 m), 26. (1500 m), 37. (wielobój), 7. (sztafeta)
- Kamila Stormowska (KS Orzeł Elbląg) – 8. (500 m), 15. (1000 m), 20. (1500 m), 17. (wielobój), 7. (sztafeta)
- Gabriela Topolska (ŁKS Juvenia Białystok) – 7. (sztafeta)
- Wiktoria Tkaczuk (AZS KU Politechnika Opole) – rezerwowa

### mężczyźni
- Paweł Adamski (ŁKS Juvenia Białystok) – 79. (500 m), 50. (1000 m), 82. (1500 m), 79. (wielobój), 11. (sztafeta)
- Rafał Anikiej (ŁKS Juvenia Białystok) – 40. (500 m), 10. (1000 m), 81. (1500 m), 43. (wielobój), 11. (sztafeta)
- Mateusz Krzemiński (AZS KU Politechnika Opole) – 33. (500 m), 28. (1000 m), 27. (1500 m), 23. (wielobój), 11. (sztafeta)
- Łukasz Kuczyński (ŁKS Juvenia Białystok) – 11. (sztafeta)

## Klasyfikacja medalowa
| Lp. | Kraj              | Złoto | Srebro | Brąz | Razem |
| 1.  | Korea Południowa  | 8     | 5      | 5    | 18    |
| 2.  | Kanada            | 2     | 3      | 0    | 5     |
| 3.  | Japonia           | 1     | 2      | 0    | 3     |
| 4.  | Stany Zjednoczone | 1     | 0      | 2    | 3     |
| 5.  | Węgry             | 0     | 1      | 1    | 2     |
| 6.  | Rosja             | 0     | 1      | 0    | 1     |
| 7.  | Holandia          | 0     | 0      | 2    | 2     |
| 8.  | Francja           | 0     | 0      | 1    | 1     |
| 8.  | Włochy            | 0     | 0      | 1    | 1     |

## Medaliści
| Konkurencja              | Złoto                                                                       | Srebro                                                                              | Brąz                                                                         |
| Mężczyźni                |                                                                             |                                                                                     |                                                                              |
| 500 metrów               | Lee June-seo                                                                | Hong Kyung-hwan                                                                     | Quentin Fercoq                                                               |
| 1000 metrów              | Hong Kyung-hwan                                                             | Park Jang-hyuk                                                                      | Lee June-seo                                                                 |
| 1500 metrów              | Hong Kyung-hwan                                                             | Kazuki Yoshinaga                                                                    | Park Jang-hyuk                                                               |
| 1500 metrów (superfinał) | Lee June-seo                                                                | Park Jang-hyuk                                                                      | Hong Kyung-hwan                                                              |
| Wielobój                 | Hong Kyung-hwan                                                             | Lee June-seo                                                                        | Park Jang-hyuk                                                               |
| Sztafeta (3000 m)        | Japonia Katsunori Koike · Shuta Matsudu · Ryuta Inoue · Kazuki Yoshinaga    | Rosja Konstantin Iwliew · Siergiej Miłowanow · Pawieł Sitnikow · Władimir Moskwicew | Holandia Bram Steenaart · Friso Emons · Hugo Bosma · Jasper Brunsmann        |
| Kobiety                  |                                                                             |                                                                                     |                                                                              |
| 500 metrów               | Maame Biney                                                                 | Petra Jászapáti                                                                     | Xandra Velzeboer                                                             |
| 1000 metrów              | Kim Ji-yoo                                                                  | Courtney Lee Sarault                                                                | Maame Biney                                                                  |
| 1500 metrów              | Kim Ji-yoo                                                                  | Courtney Lee Sarault                                                                | Han Soo-lim                                                                  |
| 1500 metrów (superfinał) | Courtney Lee Sarault                                                        | Kim Ji-yoo                                                                          | Petra Jászapáti                                                              |
| Wielobój                 | Kim Ji-yoo                                                                  | Courtney Lee Sarault                                                                | Maame Biney                                                                  |
| Sztafeta (3000 m)        | Kanada Danaé Blais · Alyson Charles · Claudia Gagnon · Courtney Lee Sarault | Japonia Aoi Watanabe · Shione Kaminaga · Rina Yamana · Seina Yokoyama               | Włochy Elisa Confortola · Gloria Confortola · Gloria Ioriatti · Ilaria Cotza |